# Magasizlandi nyelv
A magasizlandi nyelv (Háíslenska vagy Háfrónska) abban különbözik a modern izlanditól, hogy valamennyi jövevényszót belső képzésű szavakkal (purizmus) helyettesítik az izlandi alapszókincsből. A nyelv szószólói magukat a nýyrðaskáld („új-szó költő”) jelzővel illetik, akik az anyanyelv védelmét és az új szavak képzését a nýyrðasmiðir (neologista) nyelvészekkel szemben nem csupán tudományos kérdésnek, hanem szent elkötelezettségnek tartják. 
A nyelvi mozgalmat a belga Jozef Braekmans alapította 1992-ben és most az izlandi Pétur Þorsteinsson tiszteletes vezeti, aki a „allsherjarnýyrðaskáld” („vezető új-szó költő”) címet viseli.
2012 óta sem a szervezet, sem a weboldal nem aktív.

## Néhány példa a magasizlandi szóképzésre
Þakland („Tető-föld”, Tibet), nýgarn („új fonal”, nylon), heljarblý („pokol-ólom”, plutónium), bláildi („kék oxigén”, ózon), lofviður („dicséret-fa”, babér), Sjöhæðir („Héthegy”, Róma)

## Külső hivatkozások
- A Magas Izlandi Nyelvi Központ (Miðstöð háfrónska tungumálsins)
- Cikk Jozef Braekmans neologista munkásságáról a DV-ben (kiadás: 1999. január 30.), Izland négy újságjának egyikében
- Cikk a magas izlandi nyelvről a Fréttablaðið („az újság”), a legnagyobb példányszámú izlandi újságban
- Vita a magas izlandi nyelvről a Nyelvi kalapban (Language hat)